# 장성 (성)
장성(長城)은 길게 둘러 쌓은 성이다. 주로 국경에 설치되어 외적의 침입을 막는 역할을 하는 데 만리장성이 대표적이다.